# V (Paatos)
V is het vijfde studioalbum van de Zweedse muziekgroep Paatos. Het album kan gezien worden als een tussendoortje, want bevat zowel nieuw als oud (herbewerkt) materiaal van de band. De muziek lijkt steeds verder richting metal op te rukken, zonder dat ze de stevige folkrock daarbij loslaten. Na het uitbrengen zou de band op tournee, doch deze werd afgelast, de zuster van de zangeres werd ernstig ziek. Daarna werd een tijd lang niets van de band vernomen. Het album werd opgenomen in de Green Genie Studios en Elephant Culture Studio. Achteraf bleek dat V het laatste album was dat de band uitgaf (gegevens 2020).

## Musici
- Petronella Nettermalm – zang
- Peter Nylander- gitaar, dwarsfluit, bansuri
- Ulf Ivarsson – basgitaar
- Mikael Nilzén – toetsinstrumenten
- Ricard Nettermalm – slagwerk, percussie waaronder zingende zaag

## Muziek
| Nr. | Titel                 | Duur |
| --- | --------------------- | ---- |
| 1.  | Feel                  | 4:27 |
| 2.  | Desire                | 5:01 |
| 3.  | Cold war              | 5:36 |
| 4.  | Into the flames       | 4:46 |
| 5.  | Tea (revisited)       | 4:24 |
| 6.  | In time (revisited)   | 4:22 |
| 7.  | Precious (remixed)    | 4:38 |
| 8.  | Your misery (remixed) | 4:47 |